# Horst Dröse
Horst Dröse (* 23. November 1949 in Frankfurt am Main) ist ein ehemaliger deutscher Hockeyspieler, der 1972 Olympiasieger wurde.
Horst Dröse war als Allroundspieler auf nahezu allen Positionen einsetzbar, meist spielte er auf einer Außenposition. 1969 debütierte er in der deutschen Nationalmannschaft. Unter anderem spielte er bei der Weltmeisterschaft 1971 und erreichte mit der deutschen Mannschaft den fünften Platz. Ein Jahr später bei den Olympischen Spielen 1972 in München war Dröse in acht von neun Spielen dabei, auch im Finale beim ersten Olympiasieg der Deutschen Hockeyauswahl.
Für seine Beteiligung am Gewinn der Goldmedaille bei den Olympischen Spielen 1972 in München wurde er am 11. September 1972 mit dem Silbernen Lorbeerblatt ausgezeichnet.
Vier Jahre später gehörte Dröse auch bei den Olympischen Spielen 1976 in Montreal zur deutschen Auswahl, als das Team den fünften Platz belegte. Insgesamt wirkte Horst Dröse von 1969 bis 1978 in 106 Länderspielen mit, davon 14 in der Halle.
Dröse begann seine Karriere beim SC Sachsenhausen-Forsthausstraße. Von 1971 bis 1975 spielte er beim SC 1880 Frankfurt, mit dem er 1972 Deutscher Hallenmeister wurde. Von 1971 bis 1975 gewannen die Frankfurter fünfmal in Folge den Europapokal der Landesmeister. Dabei stand außer Horst Dröse auch Günther Dröse in allen fünf Siegermannschaften. Horsts Onkel Karl Dröse hatte 1936 die olympische Silbermedaille im Hockey gewonnen.